# حادثه

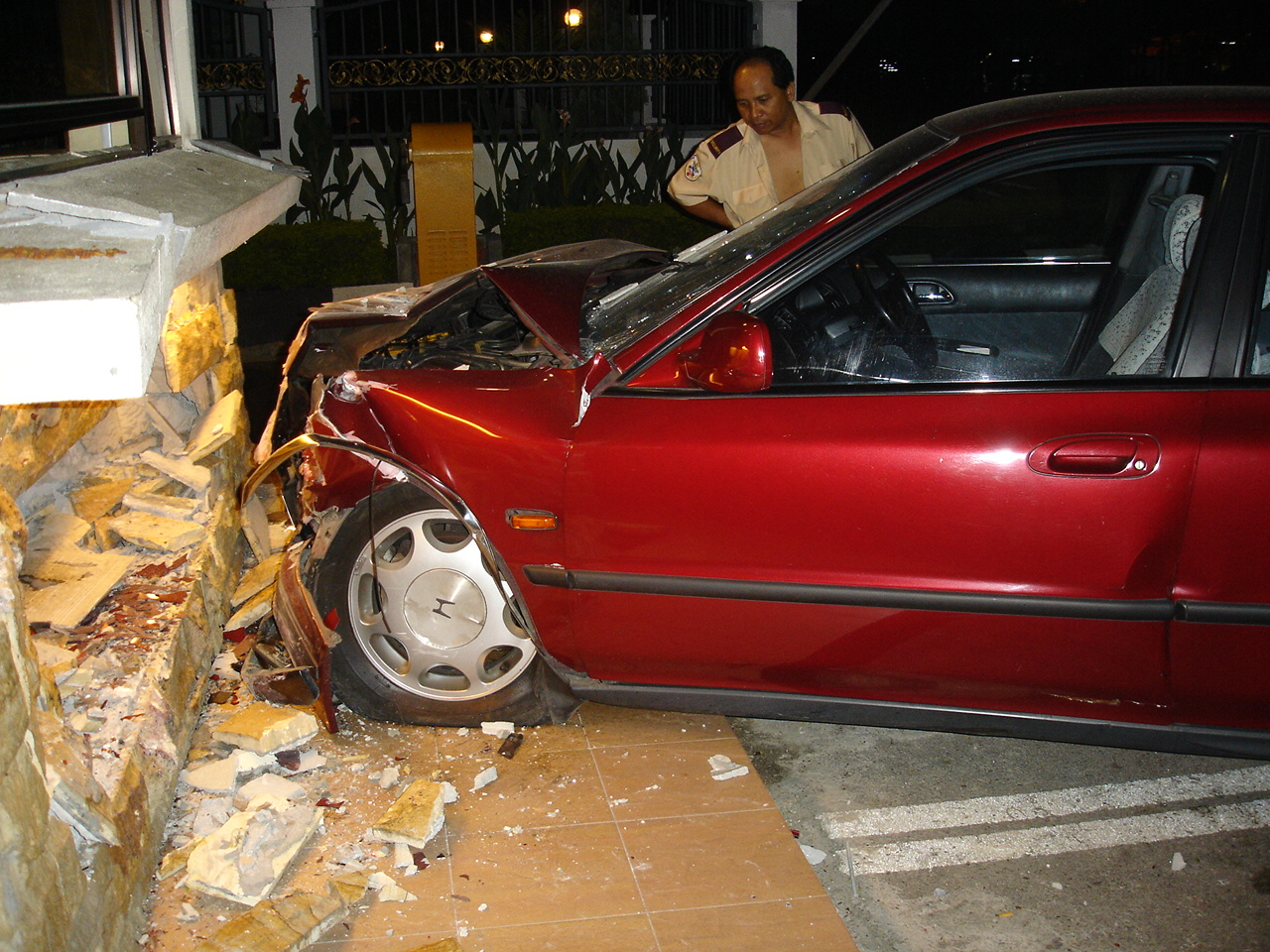
تصادف رانندگی

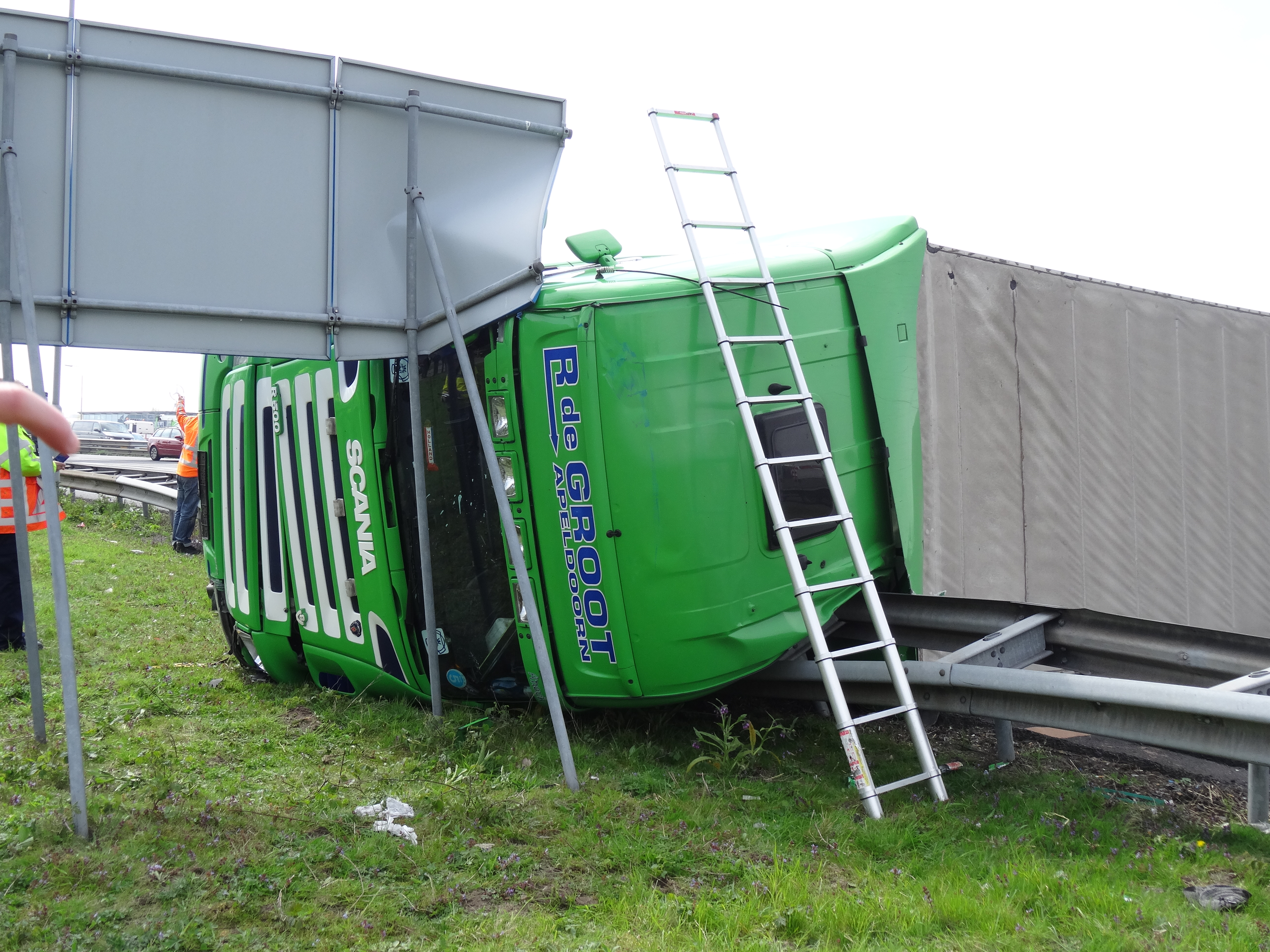
تصادف از نوع منحرف شدن از جاده (اسکانیا سری آر)

یک حادثه (به انگلیسی: Accident)، سانحه، تصادف یا برخورد، یک رویداد خارجی مشخص، قابل شناسایی، ناگاه و غیرقابل پیش‌بینی، غیرعادی و بدون قصد است که در یک زمان و مکان ویژه رخ می‌دهد، و بدون دلیل آشکار است؛ اگرچه اثری مشخص دارد. یک حادثه معمولاً احتمال نتیجهٔ منفی و ناگواری دارد که با آگاهی از دلایل رویدادی که حادثه را می‌آفریند و انجام کار مناسب پیش از رویداد، می‌توان از آن جلوگیری و پیشگیری کرد.

## گونه‌های حادثه
- حادثه آتش‌سوزی
- حادثه رانندگی
- حادثه طبیعی